# Liverpool (película de 2008)
Liverpool es una película dramática argentina de 2008 dirigida por Lisandro Alonso, coescrita con Salvador Roselli y protagonizada por Juan Fernández. Se proyectó en muchos festivales internacionales de cine, incluido el Festival de Cine de Cannes, el Festival Internacional de Cine de Toronto y el Festival de Cine de Maryland. La película fue lanzada en DVD por Kino International el 30 de noviembre de 2010. La fotografía estuvo a cargo de Lucio Bonelli.
La película sigue a Farrel, un marino mercante que solicita una licencia en Ushuaia, Tierra del Fuego para visitar a su madre en su pueblo natal después de veinte años de ausencia. Farrel es interpretado por Juan Fernández, un nativo de Ushuaia que se gana la vida conduciendo un quitanieves.

## Recepción
El LA Times lo calificó como un "intento audaz y exitoso de una narrativa cinematográfica en la que las imágenes lo son todo y las palabras pocas". The New York Times concluyó que "aunque tiene sus placeres visuales y hay mucho que admirar en sus composiciones, el viaje en 'Liverpool' parece comparativamente leve". Variety sintió que el "[b] brillo de la concepción y ejecución general golpeará de inmediato a algunos espectadores, mientras que otros pueden necesitar reflexionar sobre las cosas".